# Принесение Пояса Богородицы в Россию (2011)
С 20 октября по 28 ноября 2011 года часть пояса Богородицы, хранящаяся в Ватопедском монастыре, по инициативе Фонда Андрея Первозванного была привезена в Россию. Группа афонских монахов, сопровождающая пояс, на специально арендованном самолёте за 39 дней посетила 14 городов и Серафимо-Дивеевский монастырь. По приблизительным оценкам, поясу поклонились более 3 млн 100 тыс. паломников.
Ранее на все просьбы из других стран, в частности, из США и Румынии, Ватопедский монастырь отвечал отказом. Для России было сделано исключение.

## Расписание и оценка количества паломников
Изначально в принесение входили Санкт-Петербург, Екатеринбург, Норильск, Владивосток, Красноярск, Дивеево, Саранск, Самара, Ростов-на-Дону, Калининград и Москва. Позже «в связи с беспрецедентным количеством верующих, желающих поклониться Честному Поясу Пресвятой Богородицы, по благословению Патриарха Московского и всея Руси Кирилла» в расписание были включены Тюмень, Волгоград и Ставрополь.
|     | Город, место                                             | Дата                  | Паломников, тыс. чел. |
| --- | -------------------------------------------------------- | --------------------- | --------------------- |
| 1.  | Санкт-Петербург, Воскресенский Новодевичий монастырь     | 20—24 октября         | >350                  |
| 2.  | Екатеринбург, Троицкий собор                             | 24—27 октября         | 150                   |
| 3.  | Норильск, храм во имя иконы «Всех скорбящих радость»     | 27—29 октября         | 50                    |
| 4.  | Владивосток, Уссурийск, Покровский храм                  | 29 октября — 1 ноября | 60                    |
| 5.  | Красноярск, Покровский кафедральный собор                | 1—3 ноября            | >100                  |
| 6.  | Тюмень, Свято-Троицкий монастырь                         | 3—4 ноября            | >50                   |
| 7.  | Нижний Новгород, Александро-Невский Новоярмарочный собор | 4—6 ноября            | 170                   |
| 8.  | Дивеево, Серафимо-Дивеевский монастырь                   | 6—7 ноября            | 100                   |
| 9.  | Саранск, собор Святого Феодора Ушакова                   | 7—10 ноября           | 300                   |
| 10. | Самара, Покровский кафедральный собор                    | 10—12 ноября          | >170                  |
| 11. | Волгоград, Казанский собор                               | 12—13 ноября          | >50                   |
| 12. | Ростов-на-Дону, собор Рождества Пресвятой Богородицы     | 13—16 ноября          | 340                   |
| 13. | Ставрополь, Казанский собор                              | 16—17 ноября          | >120                  |
| 14. | Калининград, храм Христа Спасителя                       | 17—19 ноября          | 80                    |
| 15. | Москва, храм Христа Спасителя                            | 19—28 ноября          | ок. 1000              |

Итого: 14 городов и Серафимо-Дивеевский монастырь, 39 дней, более 3100 тыс. паломников.

## Обстоятельства пребывания в различных городах
Принесение ковчега с поясом в Санкт-Петербург в 20-х числах октября привлекло такое множество верующих, что они образовали очередь длиной 2 км к Воскресенскому Новодевичьему монастырю на Московском проспекте, которая фактически блокировала движение на соседних улицах. Для детей и инвалидов была организована отдельная очередь, которая стояла со стороны Московских ворот. Порядок обеспечивал ОМОН. Чтобы войти в монастырь, приходилось ожидать в среднем 13 часов. Среди прочих поясу поклонился Владимир Путин.
Следующим городом пребывания пояса стал Екатеринбург, где в числе прочих ему поклонился губернатор Александр Мишарин. Святыня, выставленная в Свято-Троицком кафедральном соборе, вызвала большой приток паломников из близлежащих территорий, итоговое число паломников составило 150 тыс. человек. В очередь въехал автомобиль — водитель не смог вовремя затормозить, и в результате пострадали четыре человека, которых митрополит Екатеринбургский и Верхотурский Кирилл провёл в храм без очереди.
В Красноярск поклониться поясу Богородицы съехались паломники из Алтайского края, Новосибирской, Кемеровской, Томской, Иркутской областей. Крестный ход прошёл по главному проспекту города от храма Иоанна Предтечи до Покровского кафедрального собора, куда верующие могли прийти и поклониться в течение двух с половиной суток. После ковчег был доставлен к часовне Параскевы Пятницы, стоящей на холме, откуда святыней благословили город. К 8 часам утра 3 ноября, чтобы все желающие успели побывать рядом со святыней, ковчег с поясом поставили на носилки, которые подняли на высоту человеческого роста, и под ним проходили верующие.
В Тюмени пояс встретили архиепископ Тобольский и Тюменский Димитрий, губернатор области Владимир Якушев и другие высокопоставленные лица. Прямо в аэропорту был отслужен первый молебен. Торжественная встреча святыни началась на перекрёстке улиц Луначарского и Полевой, в крестном ходе участвовали более семи тысяч человек. Перед воротами монастыря владыка Димитрий поднял ковчег со святыней над головой и обратился к верующим: «Тюмень посетила великая святыня — Пояс Пресвятой Богородицы. Её собственными руками он был соткан. И вот на протяжении уже двух тысячелетий святыня укрепляет тех, кто с благоговением прикладывается к ней. Я приветствую братию Ватопедского монастыря на Афоне. Этот монастырь дорог каждому верующему в России. Всех вас, дорогие братья и сёстры, я призываю приступать к святыне с благоговением, сохраняя молчание и внутренне молясь „Пресвятая Богородица, спаси нас“». Благодаря задержке перед воротами обители верующие в первый час после молебна могли наблюдать удивительное явление: с лика Богородицы на иконе с приветственной растяжки начали стекать струи какой-то жидкости, образ «заплакал». Затем пошёл дождь, и разглядеть это было уже трудно. Провожая святыню в Нижний Новгород, пояс провезли вокруг города. Прибытие пояса Пресвятой Богородицы совпало с празднованием в честь Казанской иконы Божией Матери и Днём народного единства.
Поток паломников в Нижнем Новгороде оказался таким большим, что на второй день пребывания пояса на нижегородской земле закончились большие иконки Богоматери с тропарём и кондаком на обратной стороне. Эти иконки выдавали служители храма весь первый день вместе с маленькими образами Богородицы и ленточками-поясками. Однако поясков и маленьких иконок хватило всем пришедшим. 4 ноября к поясу Богородицы приложился президент России Дмитрий Медведев, приехавший в Нижний Новгород на празднование Дня народного единства.
В Дивееве ватопедские монахи, сопровождающие пояс, выступили в необычной роли — в роли участников экскурсии, которую для них провела монахиня Макария (Огудина). Гости посетили Казанскую церковь и осмотрели все её приделы, поклонились хранящимся здесь мощам святых дивеевских жён, новомучениц и блаженных, побывали на могиле помещика Николая Мотовилова. Особым событием стало посещение Троицкого собора, где гости смогли приложиться к мощам преподобного Серафима Саровского. Иеромонах Елпидий признался: «Я много читал о Дивеевской обители, а теперь увидел всё своими глазами, для меня большая радость оказаться здесь». Насельник монастыря Ватопед, иеромонах Максим рассказал журналистам: «Мы очень любим батюшку Серафима. Мы под большим впечатлением от всего увиденного в России и в этом монастыре, от любви, которую русские испытывают к Святой горе Афон, а особенно от благоговения и любви русского народа к Пресвятой Богородице <…> Мы в наших молитвах всегда были и будем с русским народом. Во всех ваших сложностях и трудностях мы всегда рядом. И вы тоже молитесь за нас».
В Москве очередь желающих поклониться поясу начиналась от Лужников (около 8 км до храма Христа Спасителя); максимальное время прохождения очереди — 26 часов. Количество паломников было таким большим (80 тыс. человек в очереди), что было принято решение продлить пребывание пояса в российской столице до 28 ноября (первоначально планировалось до 23 ноября, затем до 27-го).

## Происшествия
Стояние в «километровых» очередях являлось большим физическим испытанием для верующих. Так, журналисты сообщают, что в Самаре часть паломников находилась на грани истерики из-за многочасового стояния на холоде, кроме того «группа женщин с детьми на руках штурмовала полицейское оцепление и смогла прорваться к поясу Богородицы». В некоторых городах приходилось приглашать сотрудников скорой помощи, так как верующим, ожидающим возможности поцеловать ларец с поясом становилось плохо, отмечались случаи получения травм в результате давки. В то же время, согласно Lenta.ru, бизнесменов и прочих представителей «элиты» провожали сотрудники полиции через отдельный коридор. Две паломницы преклонного возраста скончались. Зафиксировано одно дорожно-транспортное происшествие, в результате которого пострадали четыре человека.

## Высказывания
Патриарх Московский и всея Руси Кирилл сказал: «Разве эти бесконечные очереди, которые поразили сознание современных россиян, — очереди верующего народа к Поясу Пречистой Богоматери — не являются выражением великой веры народа, в ответ на которую Бог дает нам чудо? Чудо сохранения веры и жизни, чудо, которое помогает нам устремляться сквозь тучи к звездам, преодолевая все препятствия, возникающие на нашем пути».
Глава РЖД Владимир Якунин, возглавляющий попечительский совет Фонда Андрея Первозванного, привезшего реликвию из Ватопедского монастыря, на пресс-конференции в октябре 2011 г. заявил, что пояс Богородицы помогает повысить рождаемость, что очень важно при нынешней демографической ситуации в России.
Бизнесмен Дмитрий Зимин, глава Фонда некоммерческих программ «Династия», сказал: «Реакция у меня на это самая печальная…Когда я вижу такие многокилометровые очереди, уместные больше для Средневековья, мне становится горько и страшно за судьбы страны. Имеются безусловные признаки одичания, а то, что в этом одичании участвует власть, — это вдвойне печально. Да что тут говорить, вы сами все понимаете!».
Физик Сергей Капица сказал: «Я вижу в этом катастрофическое сужение нашего духовного пространства, которое заполняется религией, феноменом давно прошедшего времени. Это страшный приговор современной культуре. Что делать в этой ситуации? Боюсь, это тема продолжительного, неприятного и очень серьёзного разговора».

## Сообщения об исцелениях и связанных событиях
27 ноября 2011 года агентство «Интерфакс» со слов священнослужителя сообщило об исцелении мужчины, больного раком в последней стадии, после того как он поклонился поясу в Москве.
9 декабря 2011 года уральское интернет-издание «Ура.ру» сообщило о слабовидящей женщине из Екатеринбурга, у которой после приложения к поясу существенно улучшилось зрение. «У меня были большие проблемы со зрением: левый глаз не видел совсем, а правый — на 70 %. 25 октября я приложилась к честному поясу Пресвятой Богородицы. Я быстро почувствовала изменения, но решила проверить зрение у врача. Выяснилось, что левый глаз начал видеть (2 строчки, 20 %), а правый — на 100 %», — цитирует издание её слова.
В 2012 году пресса сообщила об имеющихся сведениях о том, что «пояс Богородицы принёс в Россию всплеск рождаемости спустя девять месяцев».
В июле 2015 года уральский блогер Илья Будкевич сообщил о случаях рождения четверых детей у женщин, ранее испытывавших трудности с зачатием. Он связал это с подаренными их семьям образками, освящёнными во время пребывания пояса на Урале.